# John Townshend (2e vicomte Sydney)
John Thomas Townshend, 2e vicomte Sydney (21 février 1764 - 20 janvier 1831) est un homme politique et pair britannique.

## Biographie

### Vie privée
Il est né le 21 février 1764, le fils aîné de Thomas Townshend, 1er vicomte Sydney et d'Elizabeth Powys (1736-1826). Sa mère est dame de la chambre de la reine Charlotte.
Ses grands-parents paternels sont Thomas Townshend, député (deuxième fils de Charles Townshend, 2e vicomte Townshend et d'Elizabeth Pelham, la seule fille survivante et héritière de Thomas Pelham, 1er baron Pelham) et Albinia Selwyn (fille et héritière du colonel John Selwyn, député). Ses grands-parents maternels sont Richard Powys, député de Hintlesham Hall, et Mary Brudenell (deuxième fille de George Brudenell, 3e comte de Cardigan).
De 1775 à 1781, il étudie au Collège d'Eton, puis au Clare College, à Cambridge. Il fait le Grand Tour en 1785.

### Vie publique
En 1786, il est élu au Parlement du Royaume-Uni pour Newport, île de Wight, et siège de 1786 à 1790. Il siège ensuite pour Whitchurch de 1790 à 1800, où il est inscrit sur la liste des opposants à l'abrogation de la Test Act en Écosse en 1791. Il appuie l’administration de William Pitt le Jeune, votant pour son impôt établi le 4 janvier 1798 et faisant office de conteur ministériel le 20 juin 1798. Au cours de son mandat, "il n'est pas connu pour avoir prononcé une syllabe à la Chambre". De 1784 à 1789, il remplit les fonctions de sous-secrétaire d'État aux Affaires intérieures, puis de Lord de l'Amirauté de 1789 à 1793. De 1793 à 1800, il est Lord du Trésor.
À la mort de son père en 1800, il hérite de sa pairie et devient courtisan. De 1800 à 1810, il est un Lord de la chambre à coucher de George III, tout en servant également comme garde forestier de Hyde Park et garde forestier de St James's Park de 1807 à sa mort.
Il est décédé le 20 janvier 1831. Sa famille considère sa mort "comme un formidable soulagement de souffrances sans espoir".

## Famille
Il épouse en premières noces, le 13 avril 1790, Sophia Southwell (1771-1795), fille d'Edward Southwell, 20e baron de Clifford et de Sophia Campbell. Ils ont un enfant.
- Sophia Mary Townshend (16 février 1792 - 6 décembre 1852) épouse Peregrine Cust (13 août 1791 - 15 septembre 1873), dont descendance ;
- John Charles Southwell Townshend (9 novembre 1795 - 25 septembre 1796), célibataire, sans enfants.

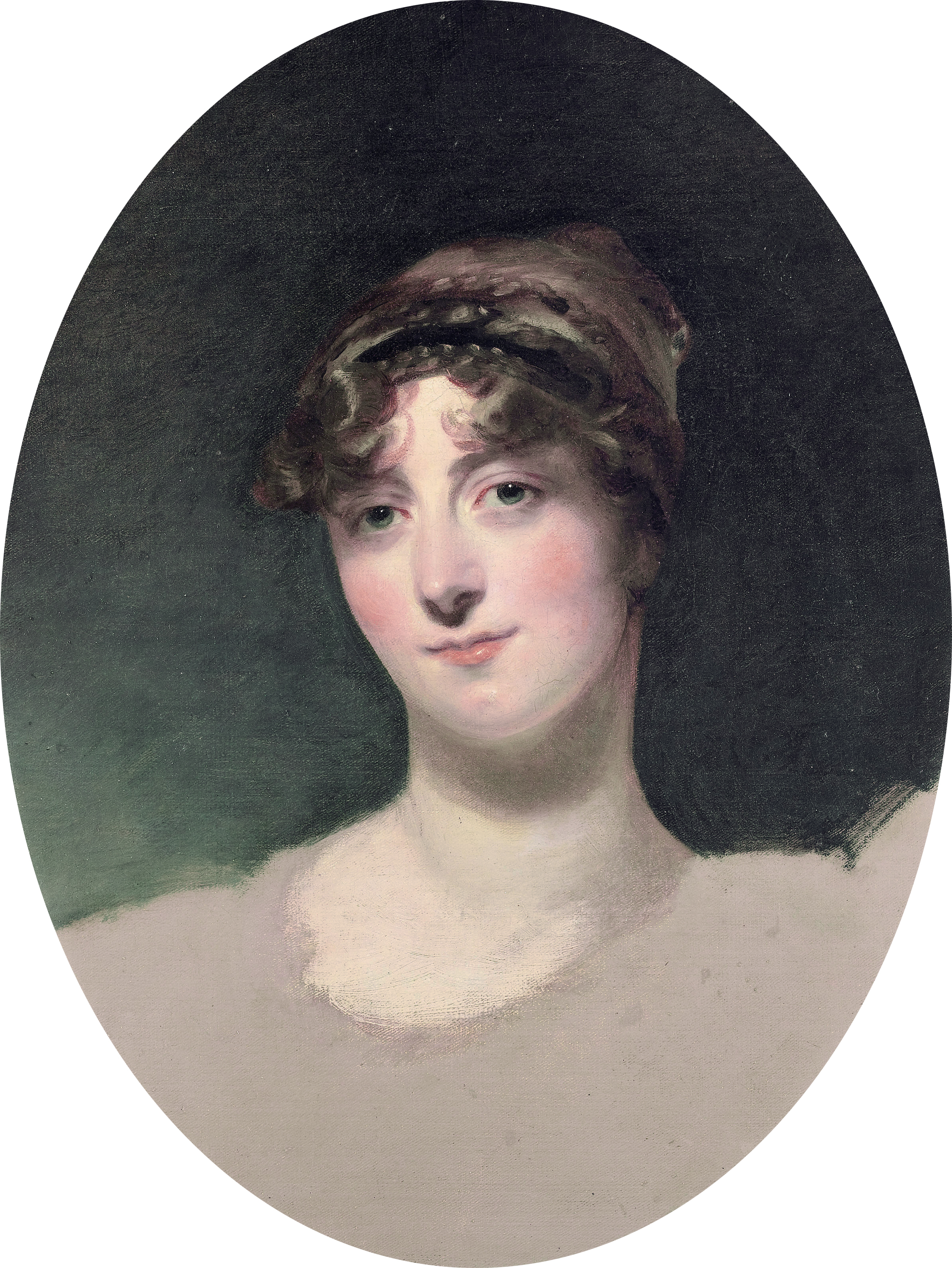
Lady Caroline Clements, vicomtesse Sydney (Sir Thomas Lawrence)

Il épouse en secondes noces, le 27 avril 1802, Caroline Elizabeth Letitia Clements  (1771-1795), fille de Robert Clements, 1er comte de Leitrim et d'Elizabeth Skeffington. Ils ont deux enfants.
- Mary Elizabeth Townshend (6 mars 1804 - 25 décembre 1847) épouse en premières noces George James Cholmondeley (22 février 1752 - 5 novembre 1830) (dont descendance), puis épouse en secondes noces Charles Marsham, 2e comte de Romney (22 novembre 1777 - 29 mars 1845) (dont descendance) [5];
- John Townshend, 1er comte Sydney (9 août 1805 - 14 février 1890) épouse Emily Paget (4 mai 1810 - 6 mars 1893), dont descendance[6].